# Oliga Nedilea
Oliga Nedilea (Kišinev, 26 aprile 1965) è un'ex cestista moldava.

## Carriera
Con la Moldavia ha disputato due edizioni dei Campionati europei (1995, 1997).